# Ukraińska Narodowa Obrona
Ukraińska Narodowa Obrona (ukr. Українська Національна Оборона, UNO - УНО) – ukraińska paramilitarna organizacja młodzieżowa istniejąca na Rusi Zakarpackiej od 4 września do 9 listopada 1938.
Utworzona przez zakarpackich działaczy Organizacji Ukraińskich Nacjonalistów jako zalążek przyszłych wojsk ukraińskich.
Komendantem UNO został Wasyl Iwanowczyk, w skład kierownictwa UNO weszli poza tym Iwan Rohacz, Dmytro Kłympusz i Stepan Rosocha.
9 listopada 1938 została przekształcona w Organizację Obrony Narodowej "Sicz Karpacka".

## Literatura
- Dariusz Dąbrowski - "Rzeczpospolita Polska wobec kwestii Rusi Zakarpackiej (Podkarpackiej) 1938-1939", Toruń 2007, ISBN 978-83-60738-04-7